# يوسف رسا
محمد يوسف آكاه بن محمد أمين المعروف بـ (رسا)، خطاط تركي، ولد في الثلث الأول من القرن التاسع عشر في تركيا وتوفي في دمشق سنة 1916 م. تعلّم على يد الخطاطين محمد شفيق ومحمد شوقي.
عاصر كبار الخطاطين في تركيا، واطلع على مناهجهم في الكتابة. يحكى أنه معلمه قال له بعد تعليمه: الآن رسا خطك، يعنى أنه أحسنه وجوّده، فلقّب بـ «رسا».
أوفده السلطان عبد الحميد الثاني إلى دمشق بعد حريق الجامع الأموي عام 1893، لكتابة خطوط الجامع بعد ترميمه. خلف الخطاط رسا مجموعة كبيرة من اللوحات الخطية التي تضمها بيوتات دمشق. كما كتب أعمدة الحرم في الجامع الأموي وضريح النبي يحيى، كما كتب في محراب الجامع آية: «كلما دخل عليها زكريا المحراب».
تتلمذ على يديه عدد من خطاطي الشام في خط الثلث، من تلامذته المشهورين الخطاط ممدوح الشريف والخطاط محمد بدوي الديراني ومحمد حسني البابا.